# 西広瀬本線料金所
西広瀬本線料金所（にしひろせほんせんりょうきんじょ）とは、愛知県豊田市にある猿投グリーンロードの本線料金所である。

## 料金所

### 力石IC方面（足助町方向）
- レーン数：2
  - ETC専用：1
  - 一般：1

### 八草IC方面（名古屋市方向）
- レーン数：2
  - ETC専用：1
  - 一般：1

## 隣
猿投グリーンロード
中山IC - 西広瀬PA - 西広瀬本線料金所 - 西広瀬IC - 枝下IC